# Eita

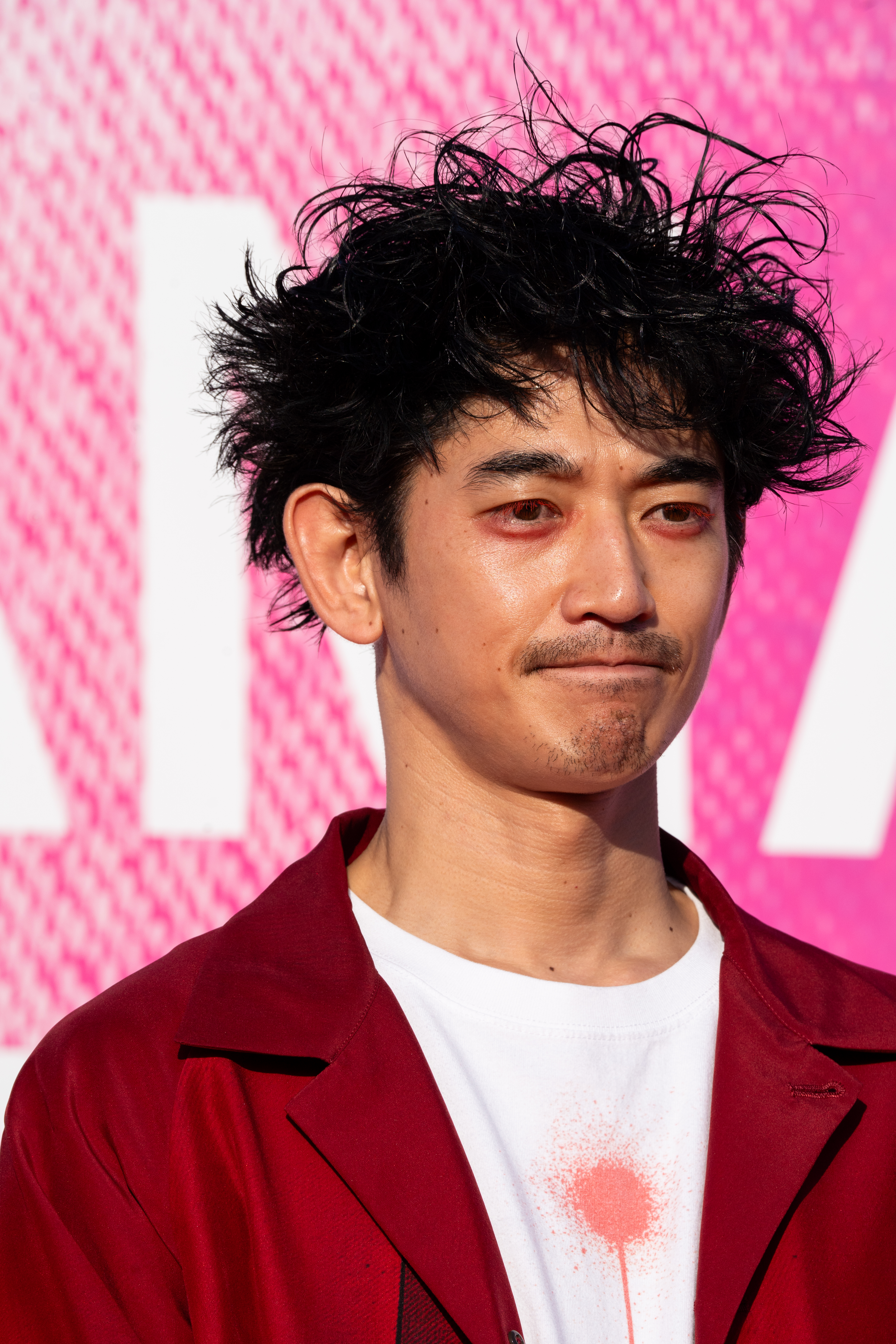
Eita (2024)

Eita (jap. 瑛太), eigentlich Eita Nagayama (永山 瑛太, Nagayama Eita; * 13. Dezember 1982 in Itabashi, Tokio) ist ein japanischer Schauspieler. Bekannt ist er aus mehreren Serien (so genannten Dorama), wie unter anderen Nodame Cantabile, Last Friends und Sunao ni Narenakute und Filmen, wie zum Beispiel Azumi und Dear Doctor.

## Privatleben
Eita hat zwei Brüder, Tatsuya und Kento. Kento, welcher sechs Jahre jünger ist als Eita, schauspielert ebenfalls.
Im Juni 2010 gab Eita bekannt, die Sängerin Kaela Kimura heiraten zu wollen, welche zu diesem Zeitpunkt bereits im 5. Monat schwanger war. Das Eheformular wurde am 1. September 2010 eingereicht. Der gemeinsame Sohn wurde im Oktober geboren.